# День эвакуированных
День эвакуированных (фин. Evakkojen liputuspäivä) — один из дней флага в Финляндии, впервые отмечался в Финляндии 20 апреля 2025 года, по инициативе «Карельского союза» путём вывешивания государственного флага в память о людях, вынужденных покинуть родные места навсегда или временно из-за Зимней войны (1939—1940), так называемой «войны продолжения» (1941—1944) и Лапландской войны (1944—1945).
После начала Зимней войны финское население спешно уезжало вглубь Финляндии. Часть населения в районе Суоярви была взята в плен и погибла в советских лагерях.
По условиям Московского договора установлена новая государственная граница, СССР отошла часть территорий Финляндии и была объявлена тотальная эвакуация финского населения с отходящих территорий.
После начала «войны продолжения», с сентября 1941 года финское население стало возвращаться в родные места.
Финскому населению пришлось вновь бежать при Выборгской наступательной операции советской армии в июне 1944 года.
Из-за войн родные места покинуло более 400 тысяч финских карел. 20 апреля 1940 года для заботы об их интересах был создан «Карельский союз» (Karjalan Liitto).
В годовщину создания «Карельского союза», 20 апреля 2025 года одновременно с Пасхой по инициативе «Карельского союза» впервые отмечался День эвакуированных.